# Josep Balaguer i Vallès
Josep Balaguer i Vallès (Inca, 1869 - Palma, 1951) fou músic pianista, director, pedagog, empresari i mecenes mallorquí. Tot i que va compondre alguns pasdobles i algunes peces lleugeres dedicades a Uetam (avui en dia perdudes), no va ser un compositor gaire prolífic, en canvi, va ser un gran protector de les arts, d'un esperit modernista i entusiasta de les noves tecnologies i dels avenços en l'enginyeria i la maquinària.

## Formació musical
Empès a iniciar-se al món musical per la figura del seu oncle el cantant palmesà Francesc Mateu i Nicolau (Uetam), de qui va arribar a ser pianista acompanyant i secretari personal. Va començar els seus estudis a Mallorca quan tenia vuit anys, sent deixeble de l'organista de la seva parròquia (Joan Torrendell). Ben aviat destacà pel seu talent pianístic i començà a fer algun concert a Inca, la seva ciutat natal. Continua la seva formació, quan tenia quinze anys, amb Guillem Massot a la Palma.
Es traslladà a Madrid on ingressà al Real Conservatori i finalitzà els seus estudis el 1896, obtenint el primer premi en els exàmens de final de curs. Allà estudià amb Pedro Fontanilla i amb el pianista i compositor José Tragó, qui havia estat condeixeble d'Albéniz a París. Tot i la seva gran formació li va ser difícil estudiar música, atès que a l'illa no hi havia institucions d'ensenyament reglades.
Romangué a la ciutat de Madrid com a Mestre Concertista del Teatro Real durant dues temporades. Durant tot aquest temps també exercí com a pianista acompanyant i secretari personal del seu tiet i baix Uetam a qui acompanyà a fer concerts per Mallorca, la Península i per tot Europa. Fins i tot va arribar a actuar pel tsar Nicolau II de Rússia amb un repertori líric clàssic, però també amb algunes melodies populars mallorquines.

## La docència i la seva carrera com a director
Abans tornar a la seva ciutat natal, Balaguer, aconsegueix un gran protagonisme i rellevància musical mediàtica. Instal·lat definitivament a Mallorca, va compaginar la seva tasca com a docent i director de banda, a més de centrar-se en la formació d’un primer simfonisme balear. Va tenir com a deixeble el fill del seu primer mestre, Antoni Torrandell, però també de Jaume Albertí, Jaume Roig, Miquel Negre, Sebastià Ramis, Joana Barceló o Francesc Capllonch.
L'any 1897, es presenta i aconsegueix les oposicions de músic de Regiment Major. A partir aquest moment, assumí el càrrec de director de la Banda del Regiment d'Infanteria Regional de les Balears, vigent fins a l'any 1920. Aquest càrrec li permet guanyar una fama notòria a Mallorca i crear "La Banda Orquestral Militar de les Balears" (1937).
El 1920 és cridat a dirigir la Banda del Regimiento de Infantería de Inca núm. 62, institució de la qual compongué l'himne també i restà allà fins al 1927, any en què a petició pròpia passa a la reserva militar. El 1922 el Círculo Mallorquín el fa soci de mèrit pel cicle de Conciertos Sacros que realitzà Balaguer als seus salons dotze anys abans i el 1931 és nomenat Académico correspondiente de la Real Academia de Bellas Artes de San Fernando.
Estrena i arranja obres de compositors contemporanis com Antoni Noguera (Flor de Murta, 1898) i Pere Miquel Marquès (La Vida, estrenada pòstumament el 1918), pels quals el públic demostrava una gran admiració i interès. Per la seva estrena com a director, el 24 d'octubre de 1897, va compondre i dirigir un pasdoble anomenat precisament Mi debut.
Els seus concerts destaquen per tenir un repertori variat i divers, barrejava peces d'autoria amb d'altres d'arranjades per ell mateix.
Balaguer va ser un dels directors més importants de Mallorca, i fins a pràcticament la seva mort va ser cridat a fundar i dirigir institucions musicals: el 1937 crea una banda-orquestra militar per ordre del Capità General de les Balears. Només cinc anys més tard, el 1942 funda l'Orquestra Filharmònica de Balears, i el 1947 L'Orquestra Simfònica de Mallorca (actualment Orquestra Simfònica de les Illes Balears), de la qual se’l considera Mestre Fundador i Director Honorari, tot i que el director titular fou Eak-Tai Ahn.

## Casa Banqué
Josep Balaguer va ser també un empresari i mecenes d'art. Va començar a fer fortuna comprant els drets d'explotació de les Cèdules Personals a la Diputació Provincial i el 1903 després de la mort del propietari, va poder adquirir el magatzem de música, de pianos i de màquines de cosir, Casa Banqué, situada al carrer Colom de Palma, canviant-ne el nom per Antiga Casa Banqué. Aquest és un dels llocs des d'on Balaguer va poder explotar més la seva faceta entusiasta dels nous aparells que la industrialització, la mecànica i l'electrificació havien permès. Al final de la Primera Guerra Mundial i amb el marc devaluat va comprar-se unes propietats a Berlín i es dedicà a llogar-les i a treure’n benefici fins que el proteccionisme del govern alemany va prohibir l'exportació de monedes. Va ser llavors que a Casa Banqué que fins aleshores comercialitzava amb pianos i guitarres de senyoreta i guitarrons mallorquins (amb tota probabilitat fabricats a València) van començar a importar tota mena de maquinària fina, des d'instruments de música fins a màquines de cosir, fins a l'any 1948.

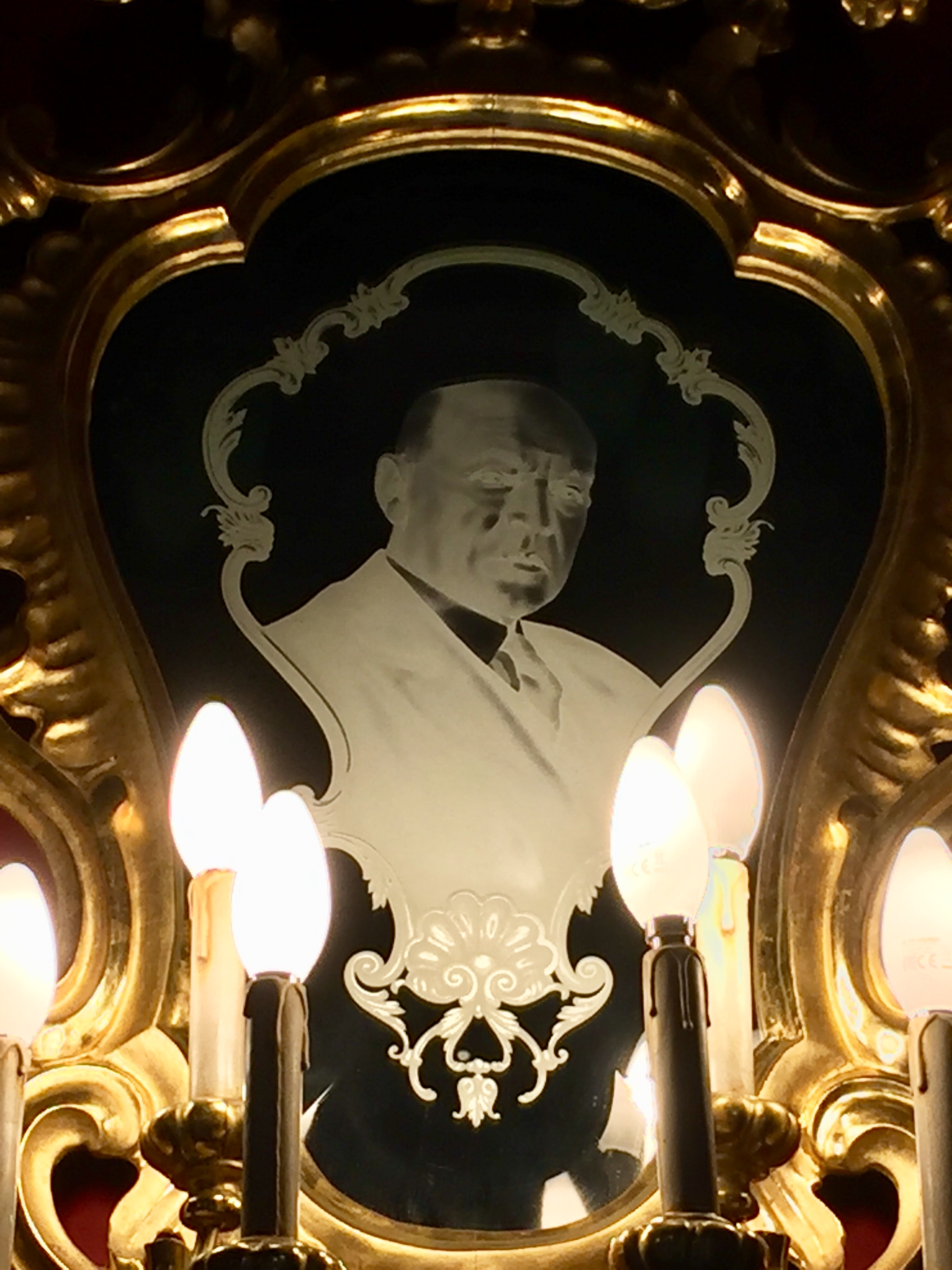
Retrat de Josep Balaguer en una de les làmpades situades a la sala de l'orgue del Casal Balaguer

## Can Balaguer
L'any 1927 compra a la família Blanes el que avui es coneix com a Can Balaguer, al carrer Unió de Palma i s'hi traslladà a viure amb les seves germanes. Dos anys més tard assistí a la presentació d'un orgue monumental instal·lat al Palau Nacional de Catalunya amb motiu de l'Exposició Internacional de Barcelona i construït per la casa alemanya d'orgueneria Walcker. Tornà tan entusiasmat que poc temps després va fer-se construir un de semblant dins una de les sales principals de casa seva, només destinat a l'orgue. Aquest, que és totalment elèctric, també presenta algunes característiques especials: disposa d'una organola i de registres de percussió. Aquest instrument el van restaurar l'any 2015 els orgueners Albert Blancafort de Collbató (Barcelona) i Pere Reynés de Campanet (Mallorca). En aquesta sala també hi podem trobar una sèrie de miralls gravats amb els retrats i els noms dels seus mestres: P. Fontanilla, J. Tragó, Uetam, G.Massot i Y. Albéniz, cosa que demostra l'admiració que tenia per aquest compositor d'estètica, pensament i actitud modernista, com també un retrat del mateix Balaguer però sense el nom. Va acabar fent-se construir un ascensor a casa seva que arribava fins al colomer que tenia al terrat del casal. A més, com a protector de les Belles Arts, va arribar a reunir una petita col·lecció de pintura dins la qual destaquen les obres del pintor mallorquí Antoni Gelabert.

## Beneficència
Cap al final de la seva vida, va anar fent donacions a diverses institucions. A Inca va fer construir dotze habitatges per famílies pobres i va donar 50.000 pessetes al poble de Santa Eugènia, on estiuejava, per instal·lar-hi la línia telefònica. El 1950 crea una beca, juntament amb les seves germanes, per a seminaristes amb poc recursos, amb la condició que cada any s'alternin seminaristes d'Inca i de la parròquia de Sant Jaume (de la qual n'eren membres).
Morí a Palma el 16 de febrer de 1951 i, respectant la seva voluntat, les seves germanes varen fer donació a l'Ajuntament de Palma del casal a condició de destinar-lo a la seu del Círculo de Bellas Artes. Després d'una llarga rehabilitació, el Casal Balaguer obrí al públic de manera progressiva: El mes d'abril de 2016 es va obrir l'accés al pati i l'exposició permanent i la planta noble -on es troba l'orgue- el mes de desembre de 2017.